# Флавий Оптат
Флавий Оптат (на латински: Flavius Optatus; 337 г.) е политик на Римската империя през 4 век.
През 334 г. Флавий Оптат е консул заедно с Амний Маний Цезоний Никомах Аниций Павлин. Император Константин I Велики го прави 334 г. патриций (patricius). След смъртта на император Константин I той е убит през 337 г. заедно с много други.